# 1994년 삼성 라이온즈 시즌
1994년 삼성 라이온즈 시즌은 삼성 라이온즈가 KBO 리그에 참가한 13번째 시즌이다. 우용득 감독이 팀을 이끈 2번째 시즌으로, 강기웅이 주장을 맡았다. 
한편, 3년 계약이 종료된 김무종 1군 배터리코치(일본행) - 손상득 2군 배터리코치 - 이선희 2군 투수코치(한화 이적) - 박용진 2군감독(LG 이적)의 후임으로 김경문 전 OB 선수 - 박정환 전 삼성 선수 -  하기룡 전 LG 2군 투수코치 - 김충 전 MBC 코치를 영입했으며 미국 연수에서 돌아온 장태수가 주루 - 외야수비코치로 부임했다.
아울러, 미국 대신 시차 적응이 필요치 않았던 호주에서 1차 전지훈련을 치뤘으나  에이스 김상엽(허리) 주전 유격수 류중일 (목디스크 재발)의 부상과 전년도 홈런왕 김성래 등의 침체 탓인지 팀은 8팀 중 정규시즌 5위에 그쳐 11년 만에 포스트시즌 진출에 실패했는데 한희민이 1월 6일 대만 프로야구 쥔궈 베어스로 이적하여 국내 프로야구 최초 외국 진출 선수가 됐다.

## 타이틀
- 올스타 선발: 박충식 (투수), 김성래 (1루수), 강기웅 (2루수), 류중일 (유격수), 이종두 (외야수)
- 올스타전 추천선수: 성준, 박선일, 정경훈
- 컴투스프로야구 레전드 카드: 김태한
- 컴투스프로야구 삼성 라이온즈 베스트 라인업: 박충식 (중계투수)
- 컴투스프로야구 90년대 올스타: 박충식 (중계투수)
- 출장(타자): 이종두 (126)
- 타점: 양준혁 (87)
- 사구: 김성래 (14)

### 퓨처스리그
- 출장(타자): 강춘경, 최찬욱 (36)
- 타석: 최찬욱 (149)
- 타수: 최찬욱 (128)
- 타율: 최익성 (0.385)
- 출루율: 최익성 (0.468)
- OPS: 최익성 (1.093)
- 남부리그 안타: 최익성 (37)
- 홈런: 이동수 (5)
- 타점: 이동수 (26)
- 세이브: 손영철 (3)
- 남부리그 평균자책점: 박종철 (1.91)

## 선수단
- 선발투수: 박충식, 김태한, 성준, 이태일, 곽채진, 김상엽
- 구원투수: 이상훈, 박용준, 김인철, 감병훈, 조문식, 최용희, 김종국, 손영철, 이용철
- 마무리투수: 최한경, 김승남, 유명선, 박종철, 오봉옥
- 포수: 김성현, 박선일, 박종호, 임채영, 최형현
- 1루수: 김성래, 이만수
- 2루수: 강기웅, 김태룡
- 유격수: 류중일, 정경훈
- 3루수: 김한수, 김태균, 이동수
- 좌익수: 김실, 정영규
- 중견수: 동봉철, 강종필, 한기철, 신동주
- 우익수: 이종두, 강태윤
- 지명타자: 양준혁, 강두곤, 박규대, 최익성, 최병국, 최홍주, 최찬욱

## 여담
- 김실은 KBO 리그 역대 최초의 용병 좌타자다.
- 최용희는 이 시즌 1군에 데뷔하여 KBO 리그 역대 1군 출전 경력이 있는 대한민국 국적 선수 중 처음으로 해외에서 대학을 나온 투수다.
- 삼성 라이온즈는 이 시즌에 KBO 퓨처스리그에서 롯데 자이언츠를 39:6으로 크게 이긴 바 있다.

## 같이 보기
- 1997년 삼성 라이온즈 시즌